# Дейтон (округ Ричленд, Вісконсин)
Дейтон (англ. Dayton) — місто (англ. town) в США, в окрузі Ричленд штату Вісконсин. Населення — 763 особи (2020).

## Демографія
Згідно з переписом 2010 року, у місті мешкали 693 особи в 278 домогосподарствах у складі 205 родин. Було 345 помешкань
Расовий склад населення:
| - 97,8 % — білих - 0,4 % — азіатів - 0,1 % — корінних американців - 1,2 % — осіб інших рас |

До двох чи більше рас належало 0,4 %. Частка іспаномовних становила 2,2 % від усіх жителів.
За віковим діапазоном населення розподілялося таким чином: 22,7 % — особи молодші 18 років, 60,1 % — особи у віці 18—64 років, 17,2 % — особи у віці 65 років та старші. Медіана віку мешканця становила 46,1 року. На 100 осіб жіночої статі у місті припадало 108,1 чоловіків;  на 100 жінок у віці від 18 років та старших — 106,9 чоловіків також старших 18 років.
Середній дохід на одне домашнє господарство  становив 65 893 долари США (медіана — 54 750), а середній дохід на одну сім'ю — 71 850 доларів (медіана — 61 786). Медіана доходів становила 48 036 доларів для чоловіків та 33 750 доларів для жінок. За межею бідності перебувало 20,1 % осіб, у тому числі 58,8 % дітей у віці до 18 років та 10,1 % осіб у віці 65 років та старших.
Цивільне працевлаштоване населення становило 382 особи. Основні галузі зайнятості: виробництво — 28,8 %, освіта, охорона здоров'я та соціальна допомога — 18,8 %, роздрібна торгівля — 10,2 %, мистецтво, розваги та відпочинок — 8,9 %.